# Elphos megaspilata
Elphos megaspilata là một loài bướm đêm trong họ Geometridae.